# Pedro Diez Canseco Castillo
Pedro Diez Canseco Castillo (Lima, 22 de mayo de 1992) es un futbolista peruano. Juega de defensa y su equipo actual es Pirata de la Liga 2 de Perú. Tiene 32 años.

## Trayectoria
Diez Canseco fue formado en las divisiones menores del Club Universitario de Deportes. Hizo su debut oficial en Primera División el 19 de febrero de 2012 ante Inti Gas Deportes, por la primera fecha del Campeonato Descentralizado 2012. Todos los clubes peruanos jugaron esa fecha con juveniles debido a que el torneo pasaba por una huelga de futbolistas. En ese mismo año formó parte del equipo de Universitario sub-20 que participó en la Copa Libertadores Sub-20 realizada en el Perú.
Para la siguiente temporada volvió a alternar entre la categoría sub-20 y el primer equipo donde jugó un solo partido, nuevamente ante Inti Gas el 17 de noviembre de 2013 en la derrota de la «U» por 3-2 en Ayacucho. En 2015 descendió con Cienciano. Para el siguiente año destacó en la defensa de Cienciano quedándose a poco de ascender de categoría. Para el año 2017 fichó por Alfredo Salinas nuevamente en busca del ascenso. En el año 2018 fichó por Comerciantes Unidos, club con el cual perdió la categoría al quedar en el último lugar de la tabla acumulada. 

## Clubes y estadísticas
| Club                             | Temporada           | Liga | Liga | Copas Nacionales * | Copas Nacionales * | Copas Internacionales | Copas Internacionales | Total | Total |
| Club                             | Temporada           | PJ   | G    | PJ                 | G                  | PJ                    | G                     | PJ    | G     |
| -------------------------------- | ------------------- | ---- | ---- | ------------------ | ------------------ | --------------------- | --------------------- | ----- | ----- |
| Universitario de Deportes · Perú | 2011                | 0    | 0    | 1                  | 0                  | 0                     | 0                     | 1     | 0     |
| Universitario de Deportes · Perú | 2012                | 1    | 0    | 0                  | 0                  | 0                     | 0                     | 1     | 0     |
| Universitario de Deportes · Perú | 2013                | 1    | 0    | 0                  | 0                  | 0                     | 0                     | 1     | 0     |
| Universitario de Deportes · Perú | 2014                | 1    | 0    | 2                  | 0                  | 0                     | 0                     | 3     | 0     |
| Universitario de Deportes · Perú | Total               | 3    | 0    | 3                  | 0                  | 0                     | 0                     | 6     | 0     |
| Cienciano · Perú                 | 2015                | 2    | 0    | 0                  | 0                  | 0                     | 0                     | 2     | 0     |
| Cienciano · Perú                 | 2016                | 27   | 2    | 0                  | 0                  | 0                     | 0                     | 27    | 2     |
| Cienciano · Perú                 | Total               | 29   | 2    | 0                  | 0                  | 0                     | 0                     | 29    | 2     |
| Alfredo Salinas · Perú           | 2017                | 13   | 0    | 0                  | 0                  | 0                     | 0                     | 13    | 0     |
| Alfredo Salinas · Perú           | Total               | 13   | 0    | 0                  | 0                  | 0                     | 0                     | 13    | 0     |
| Carlos A. Mannucci · Perú        | 2017                | 4    | 0    | 0                  | 0                  | 0                     | 0                     | 4     | 0     |
| Carlos A. Mannucci · Perú        | Total               | 4    | 0    | 0                  | 0                  | 0                     | 0                     | 4     | 0     |
| Comerciantes Unidos · Perú       | 2018                | 20   | 0    | 0                  | 0                  | 0                     | 0                     | 20    | 0     |
| Comerciantes Unidos · Perú       | Total               | 20   | 0    | 0                  | 0                  | 0                     | 0                     | 20    | 0     |
| Alianza Atlético · Perú          | 2019                | 21   | 1    | 0                  | 0                  | 0                     | 0                     | 21    | 1     |
| Alianza Atlético · Perú          | 2020                | 8    | 1    | 0                  | 0                  | 0                     | 0                     | 8     | 1     |
| Alianza Atlético · Perú          | Total               | 29   | 2    | 0                  | 0                  | 0                     | 0                     | 29    | 2     |
| Juan Aurich · Perú               | 2021                | 15   | 0    | 0                  | 0                  | 0                     | 0                     | 15    | 0     |
| Juan Aurich · Perú               | Total               | 15   | 0    | 0                  | 0                  | 0                     | 0                     | 15    | 0     |
| Los Chankas · Perú               | 2022                | 12   | 0    | 0                  | 0                  | 0                     | 0                     | 12    | 0     |
| Los Chankas · Perú               | 2023                | 16   | 0    | 0                  | 0                  | 0                     | 0                     | 16    | 0     |
| Los Chankas · Perú               | Total               | 28   | 0    | 0                  | 0                  | 0                     | 0                     | 28    | 0     |
| Pirata F. C. · Perú              | 2024                | 20   | 1    | 0                  | 0                  | 0                     | 0                     | 20    | 1     |
| Pirata F. C. · Perú              | Total               | 20   | 1    | 0                  | 0                  | 0                     | 0                     | 20    | 1     |
| Total en su carrera              | Total en su carrera | 161  | 5    | 3                  | 0                  | 0                     | 0                     | 164   | 5     |

- (*) Torneo del Inca.

## Palmarés

### Títulos nacionales
| Título                    | Club                      | País | Año    |
| ------------------------- | ------------------------- | ---- | ------ |
| Primera División del Perú | Universitario de Deportes | Perú | 2013   |
| Torneo de Reservas        | Universitario de Deportes | Perú | 2014-I |
| Segunda División del Perú | Alianza Atlético          | Perú | 2020   |